# David Miklavčič
David Miklavčič, född 29 januari 1983, är en slovensk tidigare handbollsspelare.
Miklavčič tävlade för Slovenien vid olympiska sommarspelen 2016 i Rio de Janeiro. Han var en del av Sloveniens lag som blev utslagna i kvartsfinalen mot Danmark i herrarnas turnering.

## Klubbar
- RK Grosuplje (1999–2004)
- RK Trimo Trebnje (2004–2010)
- RK Velenje (2010–2013)
- HC Dinamo Minsk (2013–2014)
- RK Celje (2014–2015)
- Tremblay-en-France (2015–2016)
- RK Zagreb (2016–2018)
- RK Velenje (2018–2022)